# Люна Дрекслер

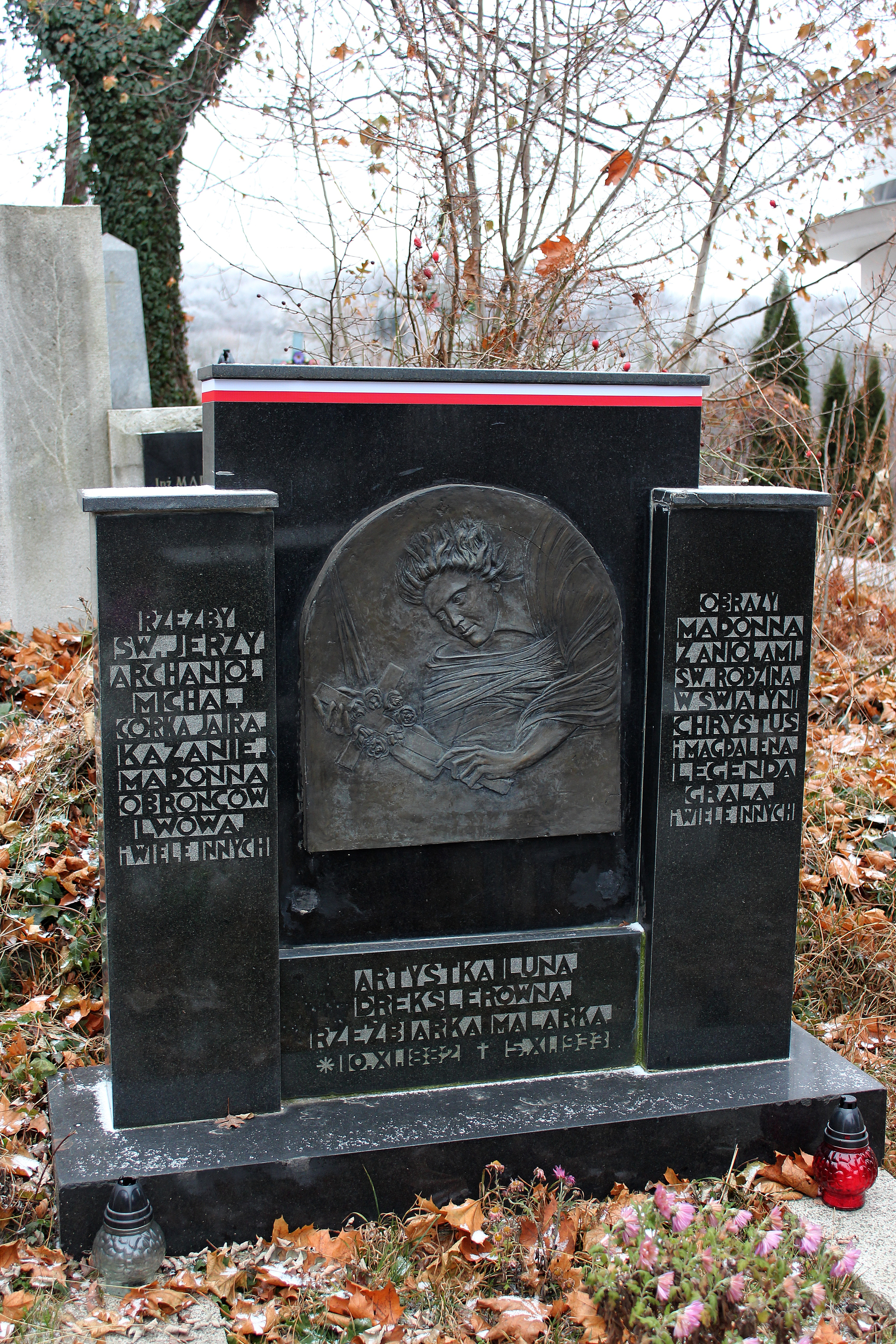

Люна-Амалія Дрекслер (пол. Luna Amalia Drexler, 9 листопада 1882, Львів — 5 листопада 1933, там само) — польська скульпторка, живописиця, громадська діячка.

## Біографія
Народилася 9 листопада 1882 у Львові в родині підприємця Ігнатія Дрекслера молодшого (1847—1905) і Євгенії Амалії зі Смутних (1857—1930). Завдяки впливу матері з дитинства цікавилася мистецтвом, займалася музикою. 1899 року записалася до мистецької школи Марцелія Гарасимовича у Львові, де живопис у той час викладали Станіслав Рейхан і Станіслав Батовський-Качор, а скульптуру — Антоній Попель. Паралельно, упродовж 1899—1902 років, відвідувала публічну залу рисунку і моделювання львівської Промислової школи. Деякий час також навчалась на Вищих жіночих курсах імені Адріана Баранецького у Кракові.
1907 року виїздила до Парижа, де в Академії де ла Гранд Шом'єр навчалась в Антуана Бурделя і Жана Енжальбера. Тоді ж ознайомилась із творами Родена. 1908 року знову у Львові. У цей час працювала в колишній майстерні Тадеуша Баронча в готелі «Краківському». У 1909—1910 роках знову перебувала в Парижі, навчаючись у Бурделя. Пізніше в академії Медічі в Римі і врешті в Мюнхені. Паралельно брала участь у львівських виставках. 1913 року в Мюнхені познайомилась з Рудольфом Штайнером і стала членкинею його Антропофізичного товариства. Тоді ж узяла участь в оздоблювальних роботах при спорудженні першого Гетеанума у Швейцарії за проєктом Штайнера. 1917 року повернулася до Львова. Викладала скульптуру у школі імені К. Танської, що на вулиці Яблоновських, 13 (тепер вулиця Руставелі). Протягом тривалого часу була членкинею міської ради Львова. Співзасновниця Союзу польських мисткинь (пол. Związek Artystek Polskich).
Творчість Люни Дрекслер припадає на перші десятиліття XX століття і тісно пов'язана з львівським мистецьким середовищем. У світогляді скульпторки відбились новаторські підходи Станіслава Островського. Характерними є різні технічні підходи, експерименти з тонуванням і поліхромією. У роботах з часу навчання у Парижі відчутний вплив Родена. Роботи скульпторки завжди отримували численні схвальні відгуки у пресі.
Померла 5 листопада 1933 року. Похована на Личаківському цвинтарі (поле № 49). На могилі встановлено гранітний надгробок, в якому поміщено відлитий у бронзі барельєф «Втаємничення» авторства Дрекслер. Пам'ятник був понищений і багато років простояв у такому стані. Відреставрований у 2005 році. Навесні 1934 року відбулася посмертна виставка, на якій експонувалось 126 робіт переважно довоєнного періоду. Ще одна виставка, меншого масштабу, експонувалась 1978 року у Кракові.
У Львові Люна Дрекслер після 1918 року мешкала разом із матір'ю в будинку № 14 на вулиці Парковій.. Мала трьох братів: Казімежа, Александера, Ігнатія-Тадеуша, урбаніста.

## Роботи
Скульптура
- Погруддя дівчини, або «Задумана» (1905)[4].
- «Дама, що сидить» (бл. 1905)[4].
- «Мати з дітьми» (бл. 1905)[4].
- «Сирітка» (1905, бронза, Національний музей на Вавелі)[4].
- «Погруддя старої Француженки» (1906). Авторська репліка у приватній колекції в Закопаному[4].
- Портрет молодого хлопця, проєкт надгробка (не пізніше 1907)[4].
- Портрет художниці Елі Модраковської, проект надгробка (не пізніше 1907)[4].
- «Маруся», проект надгробка (1906—1907, гіпс)[4].
- Два жіночі погруддя (не пізніше 1907, тонований гіпс, Львівська галерея мистецтв)[4].
- «Дама в капелюсі», або «Відпочинок» (1907, тонований гіпс, Львівська галерея мистецтв)[4].
- «Дівчина з лялькою», поліхромована скульптура (не пізніше 1908, Львівська галерея мистецтв)[5].
- «Студія жіночого портрету» (не пізніше 1908, Львівська галерея мистецтв)[5].
- «Голова дитини» (не пізніше 1908, бронза, Львівська галерея мистецтв)[5].
- Ескіз до пам'ятника (не пізніше 1908, Львівська галерея мистецтв)[5].
- «Думка» (не пізніше 1908, приватна колекція у Хшанові)[5].
- «Співак Олександр Сас Бандровський» (не пізніше 1908, Національний музей у Кракові)[5].
- «The blue boy» (1908, тонований гіпс). Дві версії. Перша у Львівській галереї мистецтв, друга — в Національному музеї у Кракові[4].
- «Дівчина у кріслі» (1908, Львівська галерея мистецтв)[5].
- Погруддя священика Бокановського (бл. 1909, Львівська галерея мистецтв)[5].
- Погруддя Шопена в концертній залі Львівського музичного товариства (1910)[5].[5].
- Погруддя Монюшка в концертній залі Львівського музичного товариства (1910)
- «Largo» (1910)[6].
- «Дама з хутром» або «В ложі» (1910, тонований гіпс, Львівська галерея мистецтв)[5].
- «Йоланта» (1910)[5].
- «Кора» (1910)[5].
- «Маскарон» (1910)[5].
- «Портрет брата» (1910)[5].
- Погруддя архієпископа Юзефа Теодоровича (бл. 1910—1913, гіпс, Львівська галерея мистецтв)[5].
- Символічні капітелі і архітрави в Гетеанумі в місті Дорнах (1913, дерево)[6].
- Пам'ятна таблиця на парафіяльному костелі в Перемишлянах (1917)[7].
- «Мадонна з дитятком на троні» (не пізніше 1917, гіпс, Львівська галерея мистецтв)[7].
- Бронзове погруддя Марії Конопницької для надгробного пам'ятника на Личаківському цвинтарі. Встановлене після 1922 року. Втрачене під час другої світової війни. 1950 року погруддя відновив за фотографіями скульптор Володимир Сколоздра[12]
- «Воскресіння дочки Іаіра», рельєф на надгробку доктора Тренкнера на євангелістському цвинтарі у Варшаві (1920—1924, пісковик). Варіант цього ж сюжету використано на надгробку Ігнатія і Казимира Дрекслерів на Личаківському цвинтарі[7].
- «Мадонна з малим Ісусом», встановлена в каплиці цвинтаря Орлят у Львові (1921—1924, пісковик)[7].
- Статуя «Непорочне Зачаття», перед костелом у Стрию (1926—1927, полянський пісковик, 1962 року втрачена)[7].
- Барельєф «Архангел Михаїл» (1926—1927)[7].
- «Втаємничення» барельєф (1927)[9].
- Плакета із зображенням Юзефа Томіцького (1927).[13]
- «Святий Георгій» (бл. 1929, штучний камінь, приватна колекція у Польщі)[7].
- Портрет композитора Мечислава Солтиса, барельєф на надгробку (1926, гіпс, 1929, бронза)[7].
- Погруддя Станіслава Жолкевського для львівської школи його імені (1931, втрачене).
- Погруддя Рудольфа Штайнера[6].

Інше
- Автопортрет (не пізніше 1906, живопис)[4].
- Пейзажні студії (не пізніше 1906, живопис)[4].
- «Русинка» (не пізніше 1908, живопис)[5].
- «Автопортрет у святині» (не пізніше 1923, живопис, Львівська галерея мистецтв)[6].
- Пам'ятна таблиця Пйотрові Скарзі в костелі єзуїтів у Львові[14] (1912[15]).

Виставки
- «Весняний салон» TPSP 1906 року у Львові. Живопис, графіка, скульптура[4].
- Львівський мистецький форум 1906[4].
- Виставка TPSP лютий-червень 1907 року у Львові[4].
- Виставка TPSP навесні 1908 року у Львові[5].
- «Перша виставка польських мисткинь у Львові», 1917[7].
- Персональна виставка навесні 1934 року у Львові. 126 робіт переважно довоєнного періоду[9].
- Персональна виставка 1978 року у Кракові.[9]